# Kakteenkunde
Kakteenkunde, (abreujat Kakteenkunde), va ser una revista il·lustrada amb descripcions botàniques que va ser editada a Berlín. Va ser publicada entre els anys 1929-1934; i 1939-1943, amb el nom de Kakteenkunde. Organ der Deutschen Kakteen-Gesellschaft E.V., Sitz Berlin. Entre els anys 1935-1938 es va publicar amb el nom de Kakteenk. & Kakteenfr..